# الديوان الوطني للصناعات التقليدية
الديوان الوطني للصناعات التقليدية هي شركة تونسية مساهمة عامة غير إدارية تحت إشراف وزارة السياحة والصناعات التقليدية.

أحدث الديوان القومي للصناعـة التقليدية بموجب القانون عدد 133 لسنة 1959 المؤرخ في 14 أكتوبر 1959 لغرض تنفيذ الخطة الوطنية لإحياء وتنمية قطاع الصناعات التقليدية وأوكلت له المهام التالية:
- أولا: أن يستخدم مباشرة أو بطريقة غير مباشرة المعامل المسيرة للإنتاج التي سبق إحداثها أو التي سيحدثها هذا الديوان نفسه أو بإشارة وسعيا منه.
- ثانيا: القيام بمراقبة فنية على الشركات الصناعية للصناعات التقليدية والمنتوجات الموجهة للتصدير.
- ثالثا: المساعدة على ترويج إنتاج الصناعات التقليدية وخاصة بتكوين اليد العاملة الصانعة والمحترفة وبتحسينها وكذلك بتعميم النتائج وبثها في السوق الداخلية والخارجية.
- رابعا: الاتجار لفائدته الخاصة ولفائدة الغير في منتوجات الصنائع التقليدية
- خامسا: اتخاذ أو طلب جميع التدابير التي ترمي إلى حماية وتحسين وتنمية الصناعات التقليدية التونسية.